# لغة فعلية
اللغة الإجرائية أو الفعلية (بالإنجليزية: Action language)‏ في علوم الحاسوب هي لغة لتحديد نظام حالة الانتقال، حيث تُستخدم بشكل شائع لإنشاء نماذج شكلية لتأثيرات الإجراءات على العالم. تُستخدم لغات الحركة بشكل شائع في مجالات الذكاء الاصطناعي والروبوتات، حيث تصف كيف تؤثر الإجراءات على حالات الأنظمة بمرور الوقت، كما يمكن إستخدامها أيضاً للتخطيط الآلي.
تنقسم لغات الإجراء إلى فئتين:لغات وصف الإجراء [الإنجليزية] ولغات الإستعلام الإجرائي. تتضمن الأمثلة علي لغات وصف الإجراء ستريبس [الإنجليزية] وبيديل [الإنجليزية] واللغة آيه (تعميم لـ ستريبس، جُزء مُقترح من قبل بيدنو ولغة وصف الإجراء) واللغة بي (امتداد للغة آيه لإضافة تأثيرات غير مباشرة وتمييز القوانين الثابتة والديناميكية) واللغة سي (تُضيف تأثيرات غير مباشرة أيضًا، حيث أن كل عنصر يحتمل «القصور الذاتي» تلقائيًا). توجد أيضًا لغات الاستعلام الإجرائي باي وكيو وآر. توجد عدة خوارزميات مختلفة لتحويل لغات الإجراء، وعلى وجه الخصوص، لغة الإجراء سي، العاملة بـمجموعة الإجابة [الإنجليزية]. نظرًا لأن أدوات البرمجة بمجموعة الإجابة تستخدم خوارزميات قابلية الإرضاء المنطقية للوصول لقابلية الإرضاء بسرعة كبيرة، فإن هذا يعني أن اللغات الإجرائية يمكن أن تستفيد أيضًا بالتقدم الذي يتم إحرازه في مجال مسألة قابلية الإرضاء المنطقية.